# Легницкий повет
Легницкий повет (пол. Powiat legnicki) — повет (район) в Польше, входит как административная единица в Нижнесилезское воеводство. Центр повета — город Легница (в состав повета не входит). Занимает площадь 744,6 км². Население — 55 051 человек (на 31 декабря 2015 года).

## Административное деление
- города: Хойнув, Проховице
- городские гмины: Хойнув
- городско-сельские гмины: Гмина Проховице
- сельские гмины: Гмина Хойнув, Гмина Кротошице, Гмина Кунице, Гмина Легницке-Поле, Гмина Милковице, Гмина Руя

## Демография
Население повета дано на 31 декабря 2015 года.
| Перепись            | Всего  | Мужчины | Женщины |
| ------------------- | ------ | ------- | ------- |
| Всего               | 55 051 | 26 935  | 28 116  |
| Городское население | 17 460 | 8333    | 9127    |
| Сельское население  | 37 591 | 18 602  | 18 989  |

## Фотографии

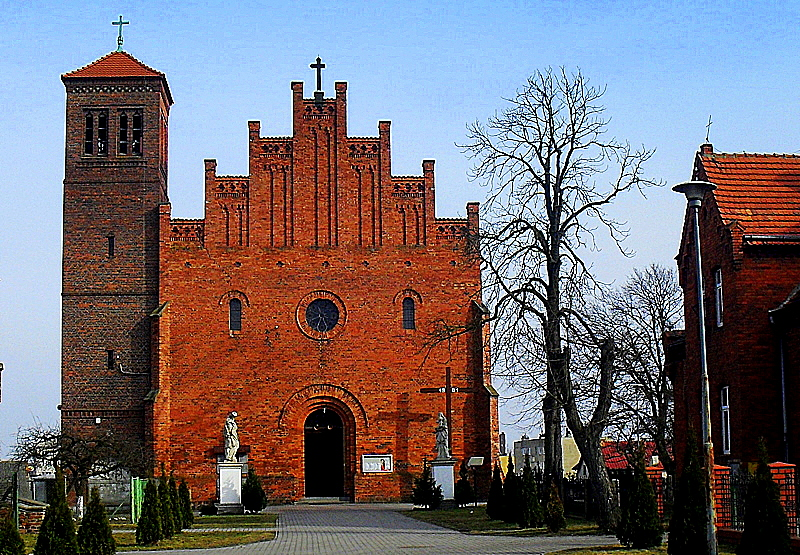
Проховице, Костёл